# Steirische Weinstraßen

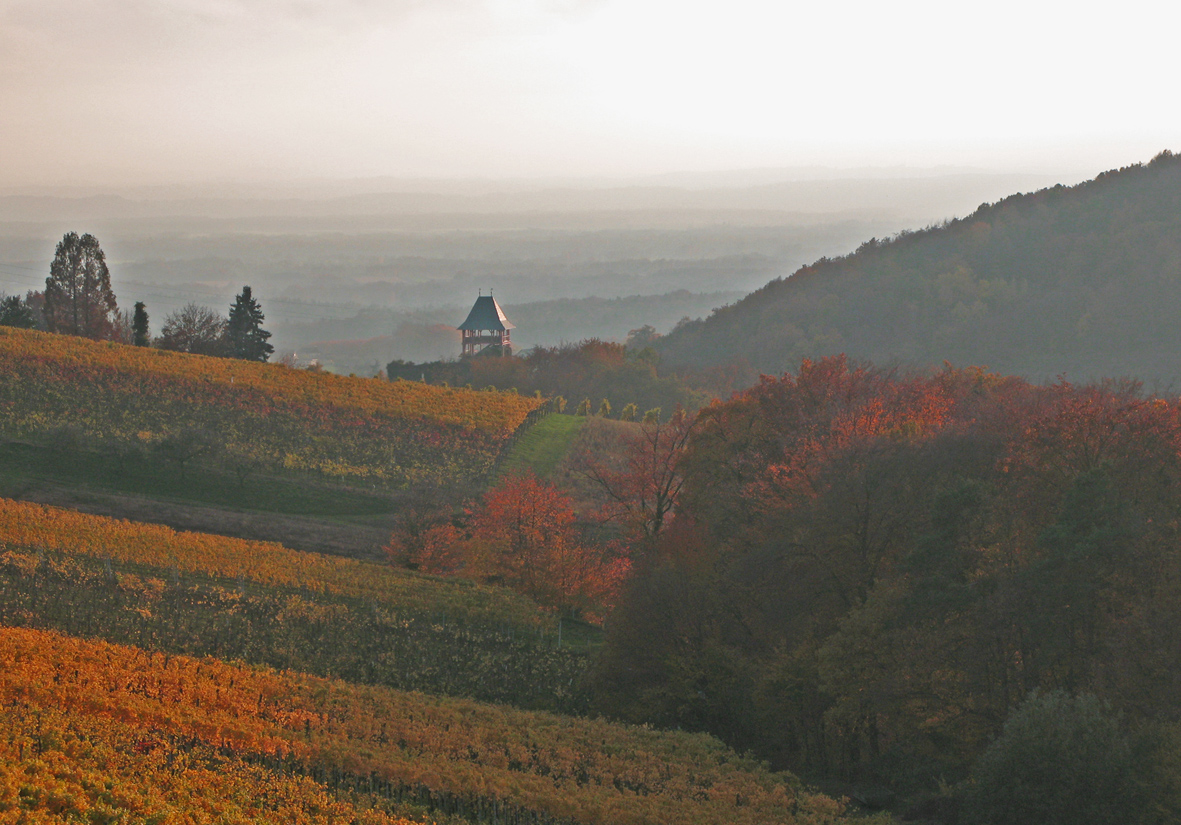
Weinhänge in Klöch im Steirischen Vulkanland

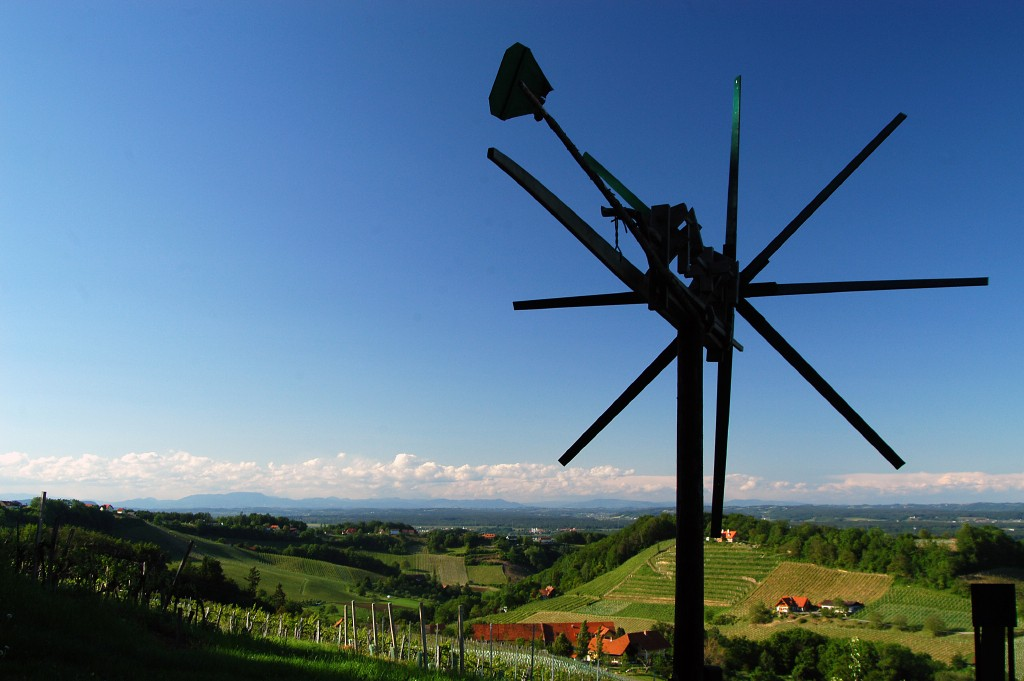
Klapotetz in der Südsteiermark

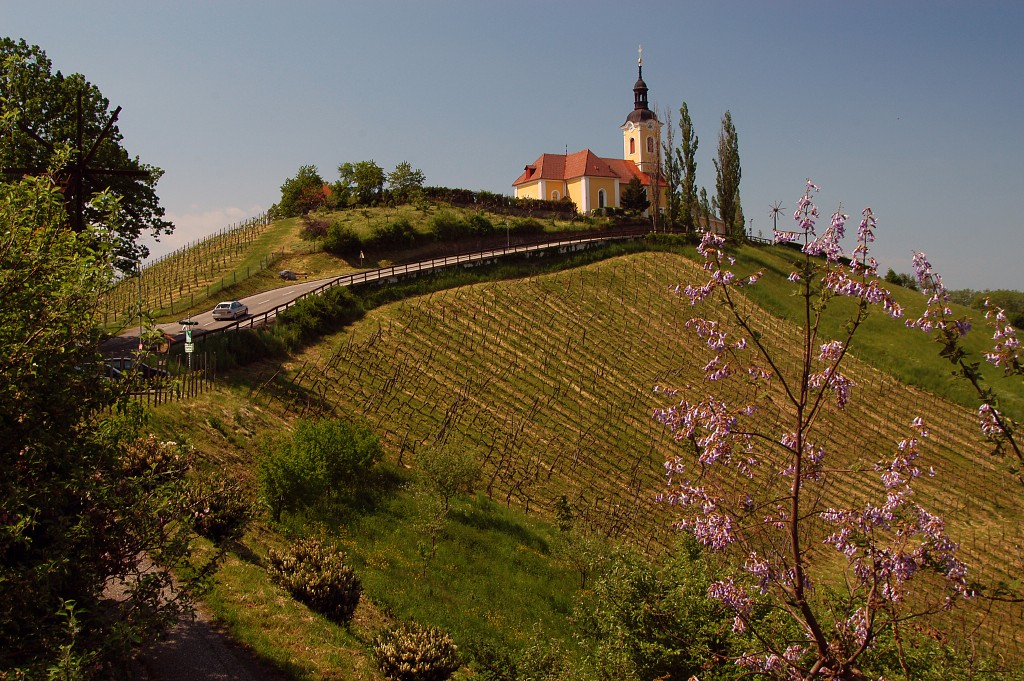
Kirchenhügel in Kitzeck, dem mit höchstgelegenen Weinbauort Europas

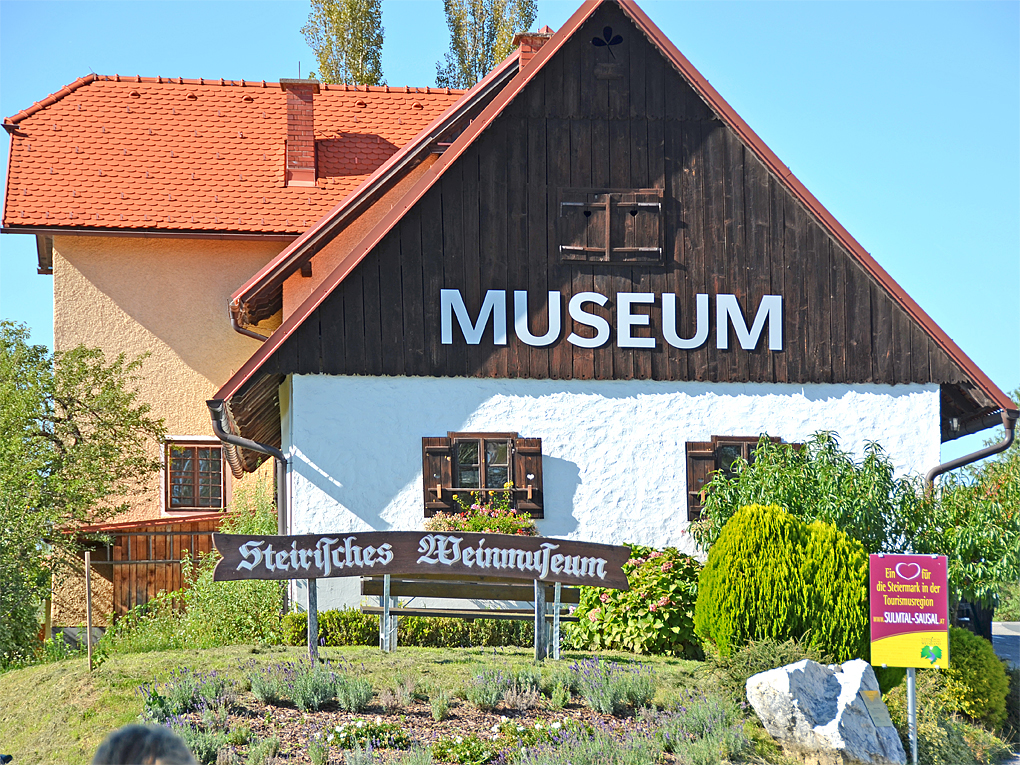
Weinmuseum in Kitzeck im Sausal

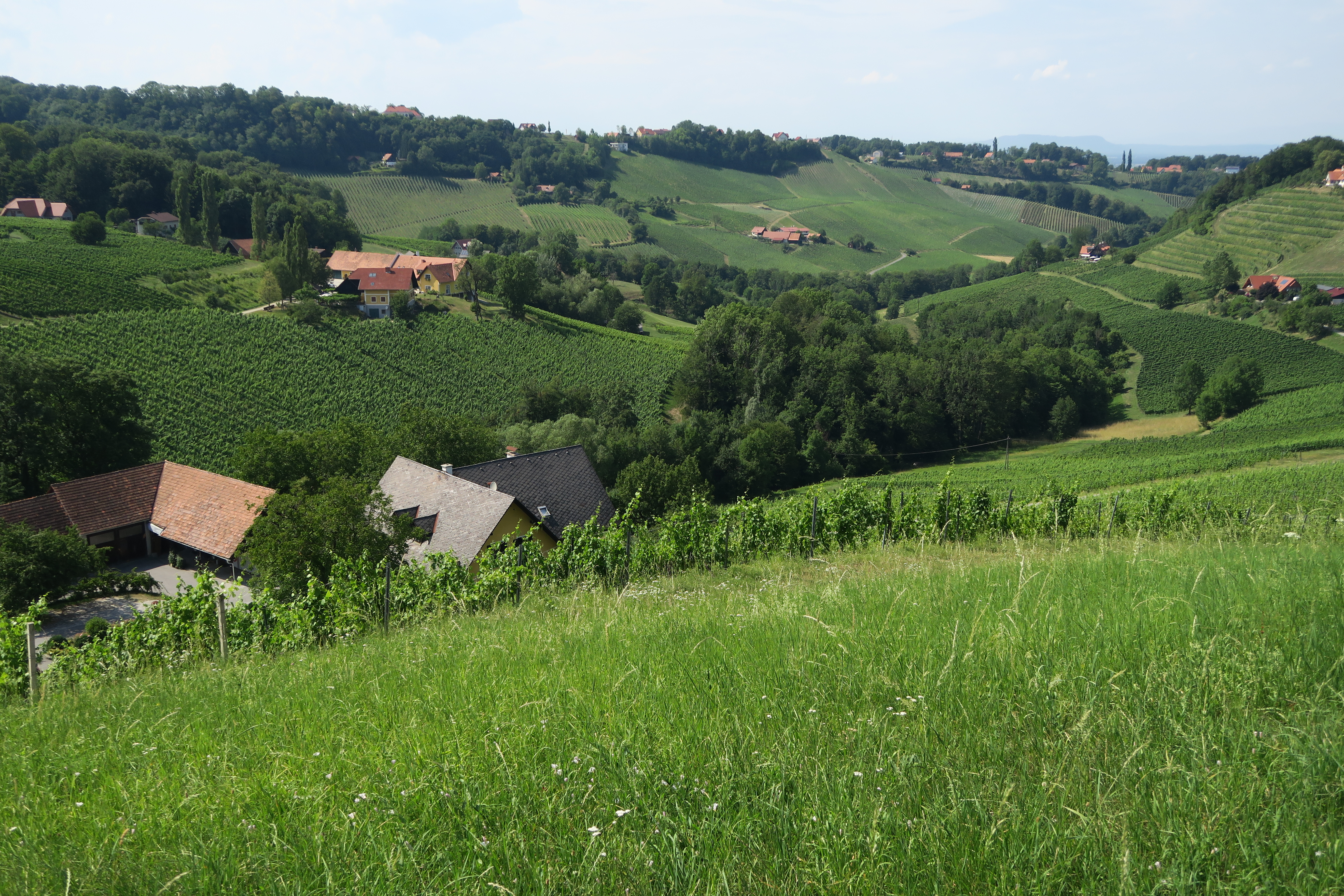
Südsteirische Weinstraße

Unter dem Begriff Steirische Weinstraßen wurden von der Marktgemeinschaft „Steirischer Wein“ acht Weinstraßen offiziell etabliert. An diesen Weinstraßen sind über 2000 Weinbauern angesiedelt und liegen somit die meisten Weingüter der drei Weinbauregionen Südsteiermark, Weststeiermark und Vulkanland. Entlang dieser Weinstraßen gibt es viele Buschenschenken, in denen regionale Spezialitäten und Weine angeboten werden. Weinkenner und Touristen können so die wichtigsten Weinbaugemeinden mit ihrer Verschiedenartigkeit der Landschaft und mit Aussichtspunkten kennenlernen.

## Die acht Weinstraßen
1. Die Südsteirische Weinstraße (Weinbauregion Südsteiermark)
2. Die Klapotetz-Weinstraße (Weinbauregion Südsteiermark)
3. Die Sausaler Weinstraße (Weinbauregion Südsteiermark)
4. Die Schilcher Weinstraße (Weinbauregion Weststeiermark)
5. Die Südoststeirische Hügelland Weinstraße (Weinbauregion Vulkanland Steiermark)
6. Die Oststeirische Römer-Weinstraße (Weinbauregion Vulkanland Steiermark)
7. Die Thermenland-Weinstraße (Weinbauregion Vulkanland Steiermark)
8. Die Klöcher Weinstraße (Weinbauregion Vulkanland Steiermark)

Die Bezeichnung für die Weinbauregion „Vulkanland Steiermark“ lautete bis 2015: „Süd-Oststeiermark“

### Die Südsteirische Weinstraße

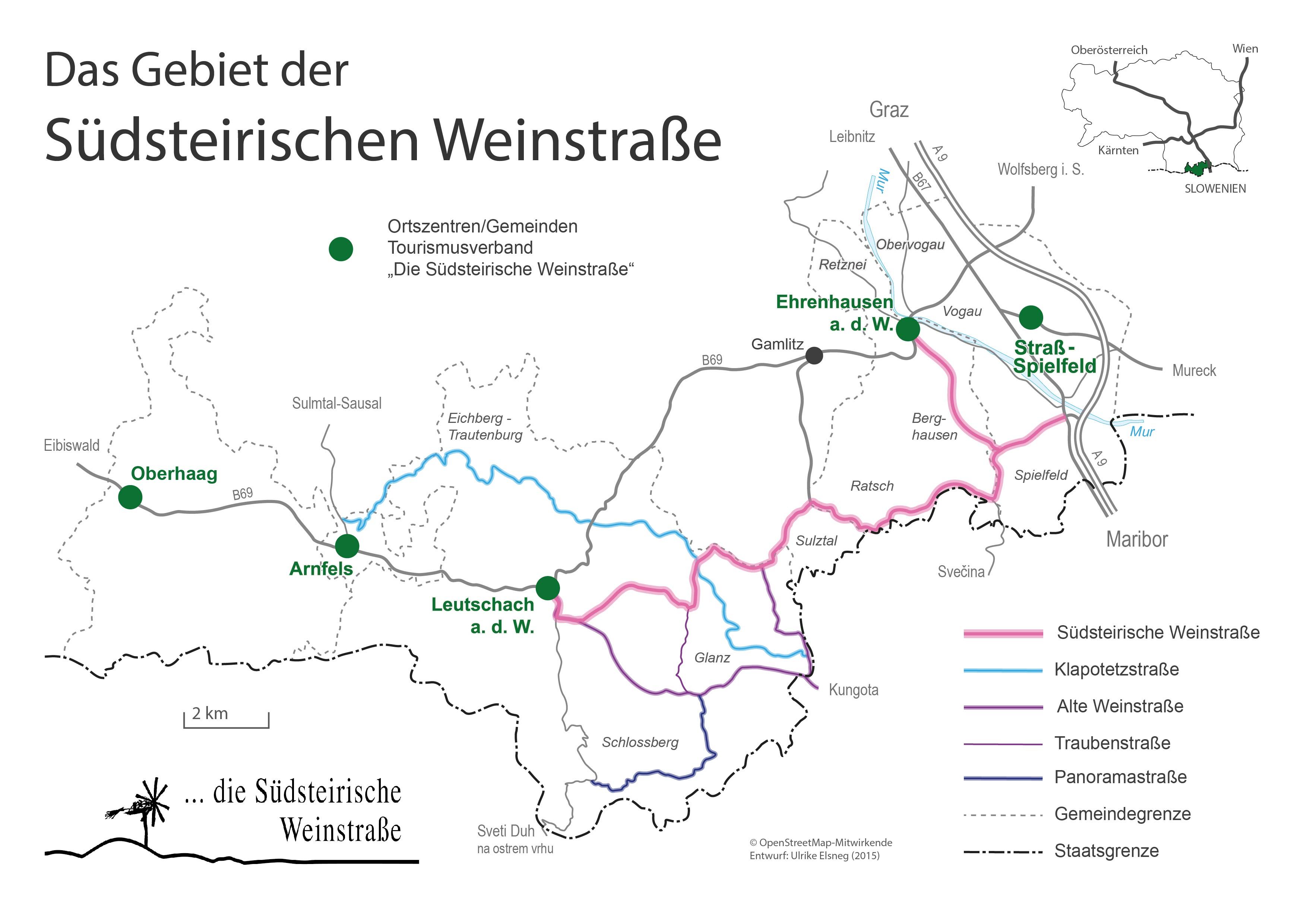
Übersichtskarte der Südsteirischen Weinstraße

Die älteste und auch bekannteste ist die Südsteirische Weinstraße. Sie führt seit 1956 als Erlebnisstraße von Spielfeld und Ehrenhausen über Ratsch und Gamlitz bis nach Leutschach. Die Weinstraße verläuft mitten durch das Weinbaugebiet der steirischen Windischen Büheln, südlich von Ehrenhausen, am Platschberg südwestlich abzweigend, entlang der österreichisch-slowenischen Staatsgrenze, teilweise auf der Grenzlinie und einige Meter sogar auf slowenischem Territorium (zwei Straßenteile mit insgesamt 2,5 km Länge bilden die Staatsgrenze). Über längere Strecken verläuft mit dem Südalpenweg ein österreichischer Weitwanderweg entlang der Weinstraße. Mehrere Scheitelpunkte bieten herrliche Aussichten, in der Umgebung gibt es viele Ausflugsziele, z. B.:
- die Kreuzbergwarte
- die Schlossbergwarte in Schloßberg
- die Lafarge Perlmooser Zementwerke in Retznei
- das Truppenmuseum Erzherzog-Johann-Kaserne in Straß
- das Schloss Spielfeld in Spielfeld
- das Attemsmoor
- die Altenbachklamm in Oberhaag
- die Heiligengeistklamm („Schönster Platz der Steiermark“)
- die Urbani-Kapelle in Ratsch an der Weinstraße
- die Größte Weintraube der Welt am Eorykogel
- der Grenztisch (slowenisch Miza na Meji) auf der Staatsgrenze bei Glanz an der Weinstraße
- der weltgrößte Klapotetz in Schloßberg

### Die Klapotetz-Weinstraße
Die zweite ist die Klapotetz-Weinstraße zwischen der Südsteirischen und der Sausaler Weinstraße. Sie hieß ursprünglich Rebenland-Weinstraße, wurde aber aufgrund der zahlreichen Klapotetze am Wegesrand umbenannt. Sie führt von Arnfels über Eichberg-Trautenburg und Glanz an der Weinstraße bis nach Langegg.

### Die Sausaler Weinstraße
Die dritte ist die Sausaler Weinstraße, die in Leibnitz beginnt und zuerst durch das Sulmtal nach Fresing führt. Von dort verläuft die Straße steil bergauf nach Kitzeck, dem höchstgelegenen Weinbauort Europas, danach weiter durch das Sausaler Hügelland nach Maierhof im Sulmtal.
Zwischen Leibnitz und Heimschuh befindet sich die bekannte Fachschule für Land- und Forstwirtschaft Silberberg, welche sich neben der Forschung der Ausbildung von Obst- und Weinbauern widmet. Zur 1895 gegründeten „Weinbauschule Silberberg“ gehört das nunmehrige Landesweingut Silberberg.

### Die Schilcher Weinstraße

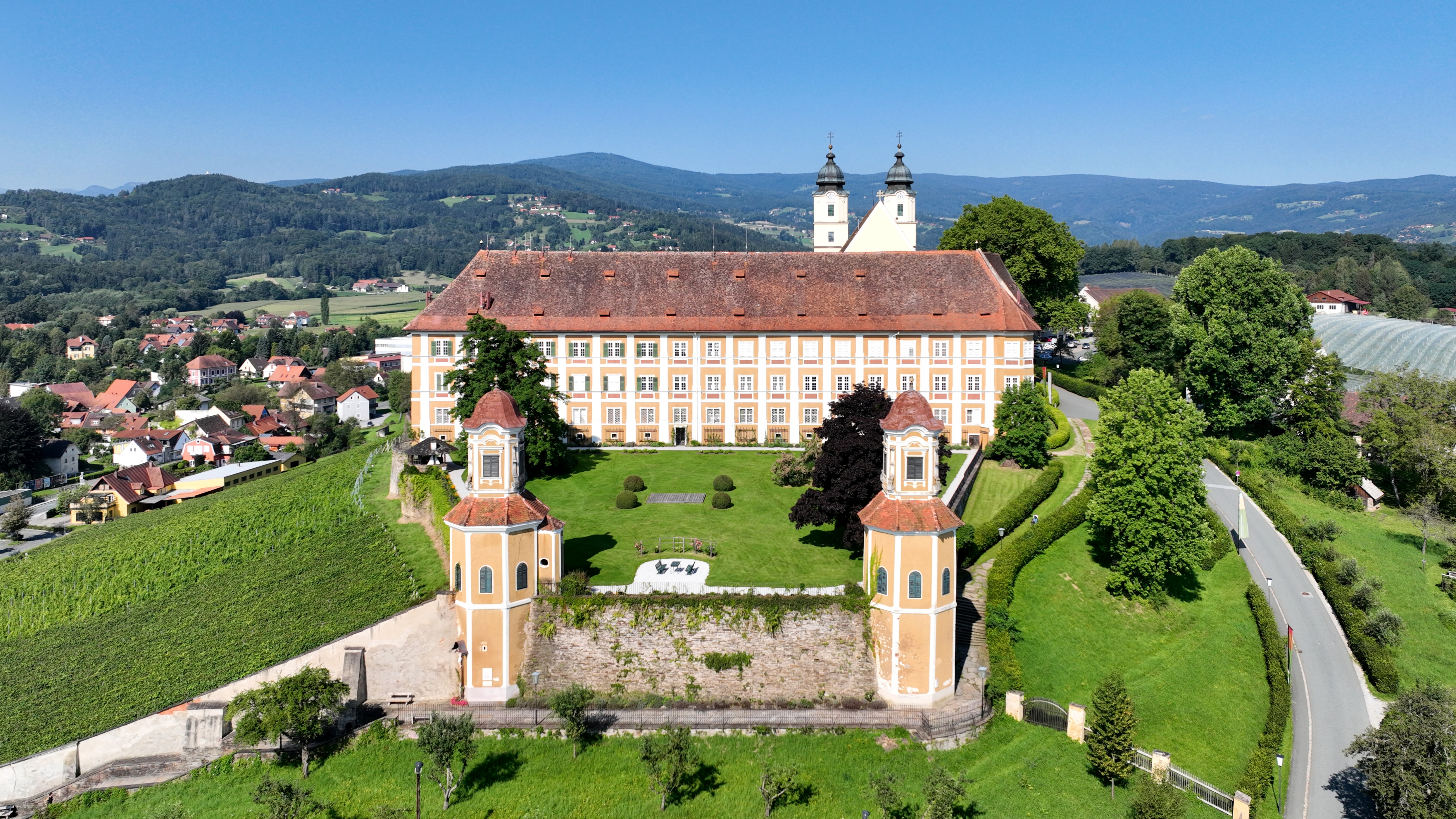
Schloss Stainz (ehemaliges Kloster) mit Pfarrkirche

Die vierte ist die Schilcher Weinstraße, sie beginnt in Ligist und führt über Gundersdorf und Greisdorf nach Stainz. Von dort verläuft sie weiter über Bad Gams, Deutschlandsberg und Hollenegg nach Eibiswald. Die Straßenschilder enthalten ein weißes Pferd, das Logo des Schilcherschutzvereins.
Sehenswert sind u. a.:
- „Stainzer Flascherlzug“
- Schilcherdorf Wernersdorf
- Schilcherland Stainz-Reinischkogel
- Weingärten Hochgrail, Sieger bei 9 Plätze 9 Schätze 2019

### Die Südoststeirische Hügelland Weinstraße
Die fünfte ist die Südoststeirische Hügelland Weinstraße, sie beginnt an der Klöcher Weinstraße in Frutten-Gießelsdorf und führt über Straden nach Sankt Peter am Ottersbach.

### Die Oststeirische Römer-Weinstraße

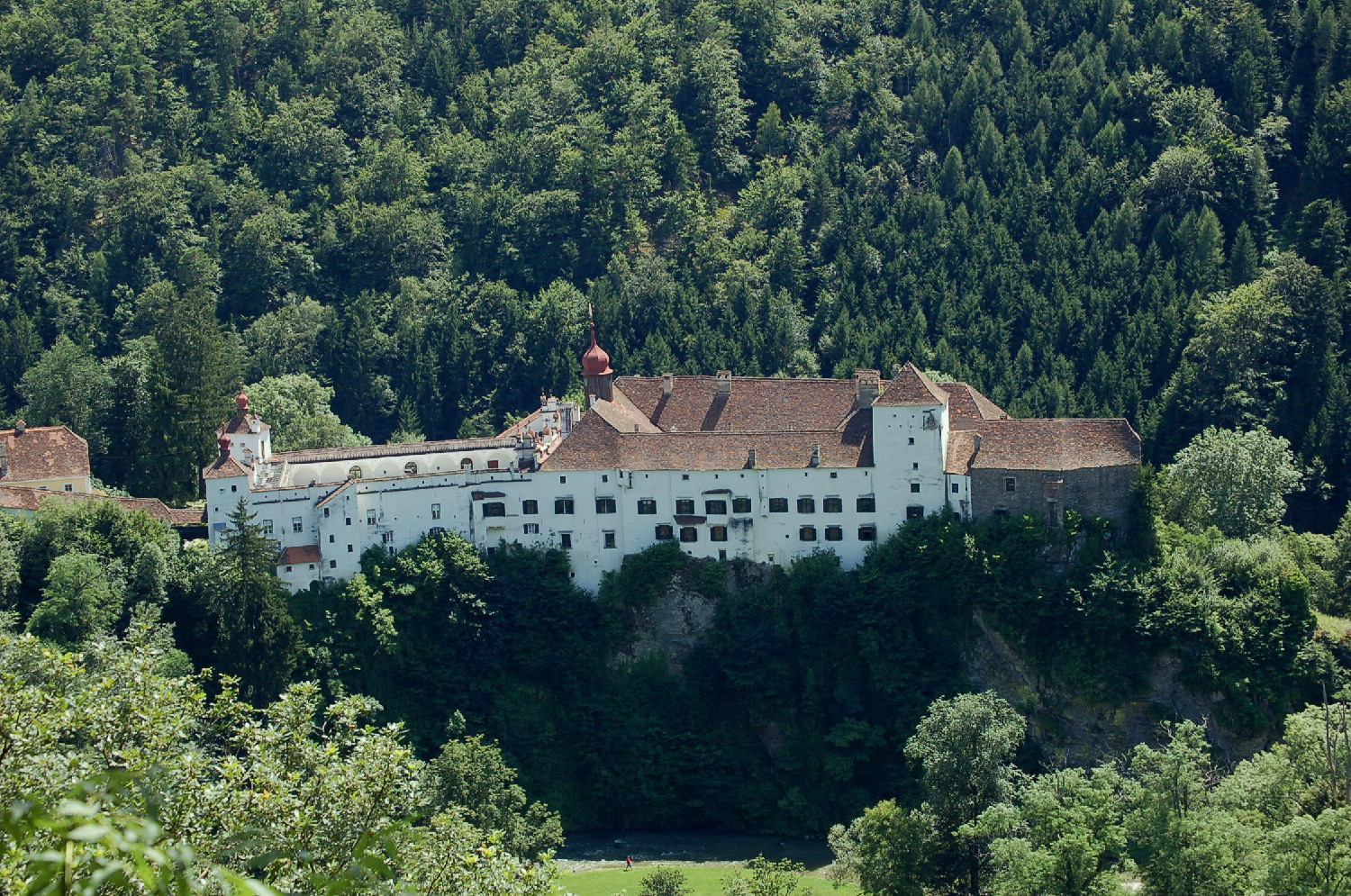
Schloss Herberstein bei Stubenberg

Die sechste ist die Oststeirische Römer-Weinstraße, sie beginnt in Gleisdorf und führt über Siegersdorf bei Herberstein, Sankt Johann bei Herberstein, Hartberg und Sankt Magdalena am Lemberg nach Bad Waltersdorf.
Besonders sehenswert sind das Schloss Herberstein und die Tierwelt Herberstein.

### Die Thermenland Weinstraße

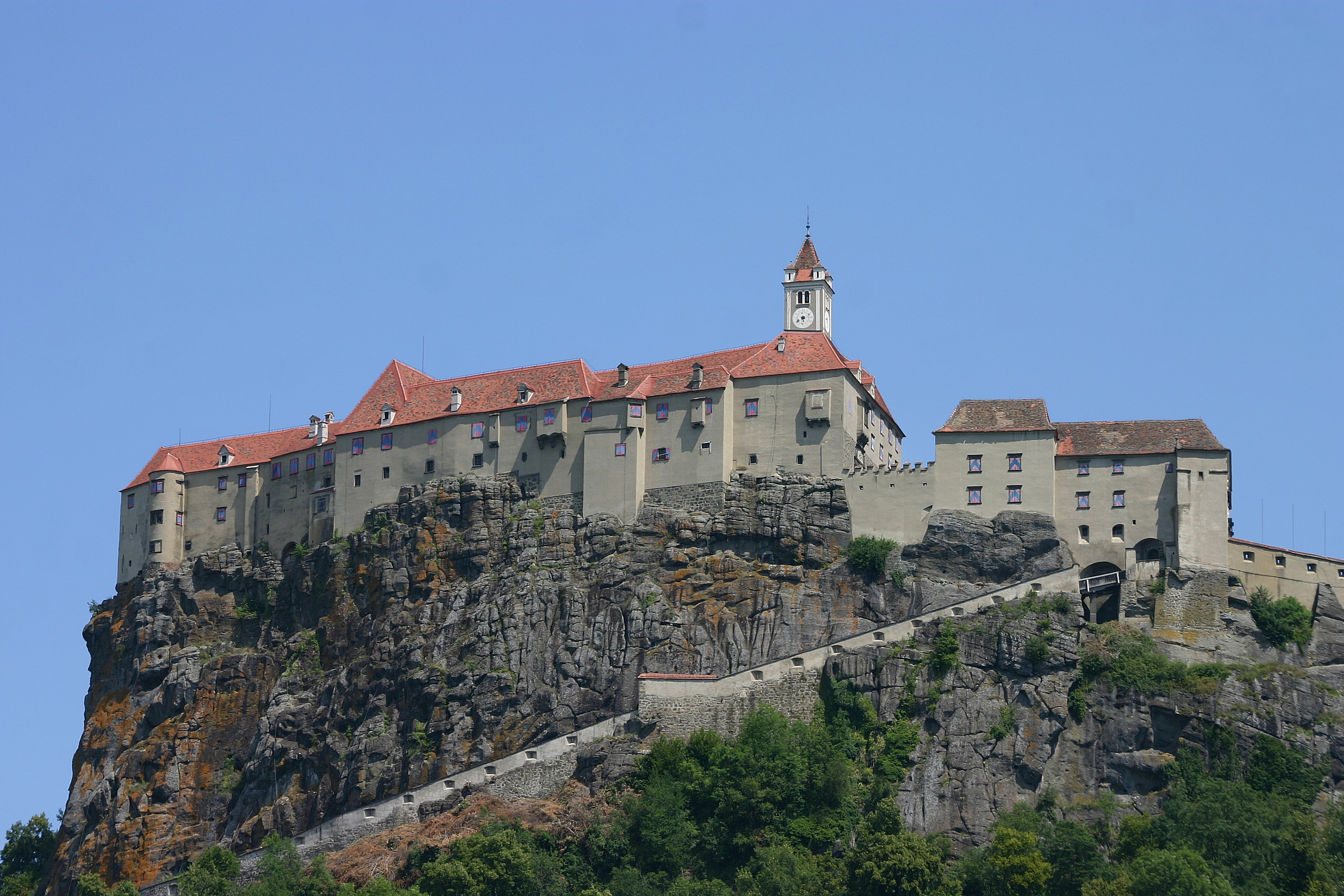
Die Riegersburg

Die siebente ist die Thermenland Weinstraße, sie beginnt in Fehring als Fortsetzung der Klöcher Weinstraße und führt über Unterlamm, Übersbach, Großwilfersdorf, Markt Hartmannsdorf und Riegersburg zurück nach Fehring.
Besonders sehenswert ist die Burganlage Riegersburg.

### Die Klöcher Weinstraße
Die achte ist die Klöcher Weinstraße, sie beginnt in Bad Radkersburg und führt nach Norden über Klöch, Pichla bei Radkersburg, Frutten-Gießelsdorf, Sankt Anna am Aigen und Kapfenstein nach Fehring.
Sehenswert sind in der Umgebung u. a.:
- Schloss Kapfenstein
- Die Gesamtsteirische Vinothek in St. Anna am Aigen
- Weinbaumuseum Klöch